# Zhenjiang
Zhenjiang ou Chinkiang (镇江) é uma cidade ao sul da província de Jiangsu, na China. Concentra 1,189,320 de habitantes em sua cidade, e acima de 3 milhões de moradores em sua região metropolitana. Foi uma concessão britânica até 1927 quando foi devolvida à China. O porto de Zhenjiang ainda é um dos mais movimentados da China para o comércio doméstico, servindo como um centro de translados entre as províncias de Jiangsu, Anhui, Chequião e Xangai. Banhada pelo Rio Yangtze, Zhenjiang se encontra próxima à intersecção do Grande Canal, distando 255 km à oeste de Xangai. 

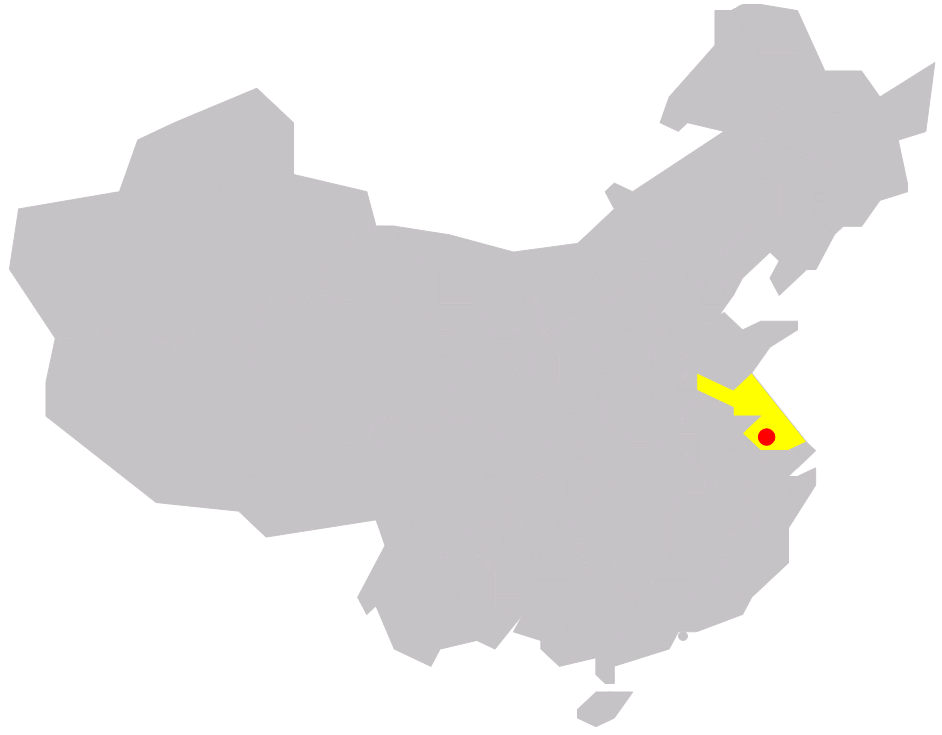
Localização de Zhenjiang

Faz divisa pela margem do Rio Yangtze com Yangzhou, ao norte; Nanquim, pelo oeste e Changzhou na divisa leste. Zhenjiang foi a capital da província de Jiangsu previamente a Nanquim, mantendo o posto de importante centro cultural e de transportes. O comércio consiste principalmente na exportação de grãos, algodão, óleos e madeira serrada. A zona de produção industrial, projeto aprovado em 2003, compreende grande parte das produções tecnológicas das cidade. Outras principais indústrias são majoritariamente na área de processamento de alimentos e fabricação de matéria prima de papel. 
É famosa entre os chineses por sua heroica resistência contra os ingleses (em 1842) e aos japoneses durante Segunda Guerra Mundial.

## Idioma
Assim como na vizinha Nanquim, o uso do dialeto Wu em Zhenjiang perdeu predominância para o Mandarim tradicional. Esta se faz incompreensível em relação ao dialeto Taihu Wu, falado na cidade limítrofe de Changzhou.

## Transporte
Localizada no corredor do Rio Yangtze, Zhenjiang é composta por uma alta gama de rede transporte, sobretudo interligando as cidades de Nanquim e Xangai. A cidade de Changzhou, à leste, também mantém conexões diretas.
A cidade tem duas travessias pelo Rio Yangtze que fazem a ligação à Yanzhou, sendo o complexo de pontes Runyang um dos maiores do mundo.
Trem de alta velocidade
Finalizada em Abril de 2010, a rota Nanquim-Xangai serve a cidade de Zhenjiang. Juntamente, desde de 2011 a cidade também figura uma das estações da rota Pequim-Xangai. Com a presença do trens balas (<300km/hr), o trecho Zhenjiang-Xangai é passível de ser completo em menos de uma hora. Zhenjiang-Pequim, em até cinco horas. 
Sendo divisa entre as cidades de Nanquim e Changzhou, a primeira se encontra a uma distância usual de 21 minutos em trens de condução normal; a segunda, a 27 minutos.Aéreo
O centro de Zhenjiang se encontra a 61 km e 79 km dos aeroportos de Changzhou Nanquim, respectivamente. Ambos são usufruídos com uma extensa demanda de voos nacionais e internacionais. A cidade também tem ligações de proximidade com o aeroporto de Sunan Shufang, a 143 km de distância na cidade de Sucheu.

## Educação
Zhenjiang é sede de grandes instituições de ensino chinesas. Notavelmente, a Universidade de Jiangsu (江苏大学) e a Universidade de Ciência e Tecnologia de Jiangsu (江苏科技大学). A cidade também é casa do Instituto 'Silkworm Rising' de Pesquisa da Academia de Ciências Agrícolas da China. A livraria pública, 'Livraria Shaozong', é famosa por abrigar grandes volumes que datam desde o século VII.

## Cidades irmãs
- Tsu, Mie, Japão[1]
- Kiskőrös, Hungria[2]
- Kuching, Malásia[3]
- Londrina, Brasil[4]
- Stavropol, Rússia[5]
- Tempe, Arizona, Estados Unidos[6]